# この楽しき日々
『この楽しき日々』（このたのしきひび、These Happy Golden Years）は、ローラ・インガルス・ワイルダーによって書かれ、1943年に出版された自伝的児童小説で、彼女の『小さな家』シリーズ9冊のうちの8冊目だが、当初はこれで完結したものとされていた。この作品は、サウスダコタ州デ・スメット近郊での彼女の思春期の後半を題材にしており、15歳からの短い教師期間とアルマンゾ・ワイルダーとの求愛を描いている。物語は、彼らが結婚する1882年から1885年までの期間に渡っている。 
この小説は、以前の4冊の小さな家の本と同様に、1944年のニューベリー・オナーブックとなった。

## あらすじ
この小説は、ローラの結婚前の時期を描いている。ローラは 15歳のとき、姉メアリーの大学教育のためのお金を稼ぐために、サウスダコタ州の自宅から12マイル離れた場所で教師として働き始める。
在任中、彼女は教育委員会の理事長夫妻のもとに下宿する。故郷の隣人であるアルマンゾは、週末に家に帰れるよう、学校までの往復24マイルを車で送り迎えするようになった。
ローラが無事に任期を終えた後も、アルマンゾはローラをそりでのドライブに誘い続け、恋愛関係を始めた。
ローラとアルマンゾのロマンスは、彼が彼女に婚約指輪を贈るまでに発展していく。
彼女は翌年の夏に結婚しようという彼のプロポーズを受け入れる。アルマンゾが婚約のことを家族に話すと、姉のイライザ・ジェーンは手の込んだ結婚式を挙げる計画を立てる。イライザ・ジェーンによる結婚式の乗っ取りを阻止するため、ローラはすぐに結婚することに同意する。二人は地元の牧師によるささやかな儀式で静かに結婚式を挙げた。小説は、アルマンゾが彼らのために建てた小さな家に向けて出発するところで終わる。

## 歴史的な背景
「ルー・ブリュースター」という登場人物の実際の名はルイ・ブーシーである。彼は、いくつかの本に登場するインガルス家の良き友人であるミスター・ボーストの遠い親戚だった。
この物語に登場するネリー・オルソンとルイ・ブーシーの妻はどちらも不快な人物であり、ワイルダーは彼らのプライバシーを尊重したかったため、彼女たちの名前を変更した。彼女が著書のために名前を変更したのはブリュースターとネリーの2人だけである。
現在、サウスダコタ州のブリュースター入植地があった場所にはカーセージと呼ばれる小さな町があるが、この町が元のブーシー （ブリュースター） 入植地から発展したのかどうかは不明である。
この物語に描かれているネリー・オルソンは、実際にはワイルダーのライバルの2人を組み合わせたものである。学校の場面ではジュヌヴィエーブ・マスターズ、ワイルダーがアルマンゾと一緒にバギーに乗るという文脈ではステラ・ギルバートである。ワイルダーが本の終わり近くで聞いた「ネリーが東に帰った」というニュースは、ジュヌヴィエーブ・マスターズのことを指している。
ワイルダーの娘、ローズ・ワイルダー・レーンは、 『小さな家』シリーズの執筆、改訂、出版に協力している。母親の『小さな家』シリーズにおけるレーンの役割はあきらかになっていないままである。

## テーマ/ 分析
著名なアメリカ文学者ジョン・ミラーとアン・ロマインズは、どちらもフェミニストの西部開拓主義を明確に表現するワイルダーの文学的才能を評価している。文芸評論家のアン・ロマインズは、『この楽しき日々』はシリーズの他の本と比べてレーンからの改訂と監督が最も少なかったと主張し、「これらはクライマックスと大団円という終わりのない重要な女性のプロットである」と書いている。
彼女は、お母さんのキャラクターはシリーズ全体を通して重要度を増しており、お父さんの先駆的な衝動とは対照的に、これらの幸せな黄金年に特に適切になると主張している。
デ・スメットは、ローラに結婚を運命として受け入れながら教師として生計を立てることの間でバランスをとらせる、対照的な男性性と女性性の力を体現している。ローラの女性としてのアイデンティティとの闘いは、暗黙のうちにアメリカの少女や女性の共感を呼んでいる、とロマインズは主張し、この本の継続的な魅力を説明している。

しかし、『この楽しき日々』は、家父長制の家族を描いているため、いくつかの批判を受けている。文芸評論家のアニタ・クレア・フェルマンは、自由主義者としての娘レーンの政治的著作と信念を考慮に入れている。彼女は、レーンの本は、家庭生活と自給自足の価値観を強調することで、ロナルド・レーガン大統領時代の影響を受けたと考えている。しかし、彼女が、この本が当時の保守政治の対話に貢献したとはいえ、アメリカがそのような価値観から遠ざかれば、「小さな家」シリーズの魅力が薄れる可能性があることを認めている。

## 批評
ハーパー社でワイルダーの最初の編集者を務めたヴァージニア・カーカスは、『カーカス・レビュー』誌でこの小説を「シリーズの他の優れた本への素晴らしい追加である」と認めている。3巻から6巻までは星付きのレビューを受けていた。
この小説は、ニューベーリー・オナーブックとして第4巻から第7巻に加わった。

## 日本語訳
- 鈴木哲子訳「この楽しき日々 上下 (岩波少年文庫 3034 ローラ物語 5)」岩波少年文庫、1974
- こだまともこ、渡辺南都子訳「この輝かしい日々」講談社青い鳥文庫、のち講談社文庫、1987
- 谷口由美子訳「この楽しき日々 (岩波少年文庫 517 ローラ物語 3)」岩波少年文庫、2000
- 足沢良子訳「この輝かしい日々(大草原の小さな家シリーズ 7) 」そうえん社、2008